# Муньос, Икер
Икер Муньос Камерос (исп. Iker Muñoz Cameros; род. 5 ноября 2002, Вильяфранка) — испанский футболист, полузащитник клуба «Осасуна».

## Клубная карьера
Муньос — воспитанник клубов «Фалсесино», «Оберена» и «Осасуна». В 2019 году игрок начал выступать за дублирующий состав последних. 12 февраля 2023 года в матче против «Реал Вальядолид» он дебютировал в Ла Лигу. 17 сентября в поединке против «Хетафе» Икер забил свой первый гол за «Осасуну». 